# Marie-Anne Comnène
Marie-Anne Comnène, de son nom complet Marianne Françoise Regazzacci-Stephanopoli, née le 3 décembre 1887 à Cargèse (Corse-du-Sud) et morte le 16 juillet 1978  dans cette même ville , est une romancière, une traductrice et une historienne française, de lointaine ascendance grecque.

## Famille
Marie-Anne Comnène est une descendante de Démétrius Stephanopoli de Comnène, que le roi Louis XVI a reconnu comme le descendant du dernier empereur de Trébizonde David II.
Elle se marie le 9 mars 1916 avec le critique littéraire français Benjamin Crémieux (1888-1944).

## Œuvres
Jérusalem à Carpentras est un roman d'Armand Lunel, écrit en 1937 et dédicacé à Marie-Anne Comnène et Benjamin Crémieux.
Traductions
Marie-Anne Comnène et son époux Benjamin Crémieux ont traduit plusieurs œuvres du dramaturge italien Luigi Pirandello. Parmi celles-ci, on trouve :
- Liola, Tout pour le mieux, Méfie-toi, Giacomino, La Jarre (1952)
- Six personnages en quête d'auteur (1955)
- Ou d'un seul ou d'aucun, L'Amie des femmes, On ne sait comment, Lazare, C'était pour rire, Eve et Line, Le Devoir du médecin (1957)
- Vieille Sicile : Dix nouvelles  (1958)

Romans et nouvelles
- Rose Colonna (1930)
- Violette Marinier (1931)
- Le Bonheur (1932)
- L'Ange de midi (1934)
- Arabelle, femme (1936)
- Grazia (1938)
- L’Homme aux yeux gris (1937)
- La Surprise (1941)
- France (1945)
- Contes de Noël (1946)
- Joconde (1950)
- Pauline Argyropoulos et le journal d'une femme amoureuse (1954)
- Olivier ou la Lumière de Septembre (1956)

Histoire de la Corse
- Cargèse : une colonie grecque en Corse (1959)